# NGC 3757
NGC 3757 é uma galáxia lenticular (S0) localizada na direcção da constelação de Ursa Major. Possui uma declinação de +58° 24' 58" e uma ascensão recta de 11 horas, 37 minutos e 02,9 segundos.
A galáxia NGC 3757 foi descoberta em 18 de Março de 1790 por William Herschel.